# 162

162(백육십이)는 161보다 크고 163보다 작은 자연수다.

## 수학
- 합성수로, 그 약수는 총 10개다. (1, 2, 3, 6, 9, 18, 27, 54, 81, 162)
  - 162의 진약수의 합은 201이므로, 162는 과잉수다.
- 9번째 불가촉수다. 앞의 불가촉수는 146, 다음은 188이다.
- {\displaystyle 162=79+83}
  - 연속하는 두 소수(素數)의 합으로 나타낼 수 있으며, 이 성질을 지닌 앞의 수는 152, 다음 수는 172이다.
- {\displaystyle 55^{3}-1}은 162로 나누어떨어진다.

## 과학
- NGC 162: 안드로메다자리 방향에 있는 항성.

## 교통
- 일본 162번 국도(일본어판): 교토부 교토시 우쿄구에서 후쿠이현 쓰루가시까지 이어지는 일본의 국도.
- 현도 제162호선

## 군사
- U-162: 독일의 군용 잠수함. 제1차 세계 대전에 사용된 1918년제 모델(영어판)과 제2차 세계 대전에 사용된 1941년제 모델(영어판)이 있다.

## 문화유산
- 대한민국의 국보 제162호: 무령왕릉 석수
- 대한민국의 보물 제162호: 청양 장곡사 상 대웅전
- 대한민국의 사적 제162호: 북한산성

## 방송
- 스카이라이프의 쿠키건강TV 채널 번호.
- 지니 TV의 나우제주TV 채널 번호.
- B tv의 영국 공영 방송인 BBC 뉴스 채널 번호.
- U+ TV의 한국경제TV 채널 번호.

## 스포츠
- 전 메이저 리그 뉴욕 메츠 선수였던 놀란 라이언이 기록한 최고 구속이 162 km/h(≒ 101 mi/h)였다.

## 기타
- 연도: 162년, 기원전 162년